# قرطبه (شهر)
قرطبه (به عربی: قرطبة) یک منطقهٔ مسکونی در کویت است که در استان عاصمه واقع شده‌است. قرطبه ۳۵٬۴۴۳ نفر جمعیت دارد و ۲۴ متر بالاتر از سطح دریا واقع شده‌است.